# História do Interlingue
O interlingue é uma língua construída. Foi chamado de occidental entre 1922 e 1947. Foi criado por Edgar de Wahl, um dos primeiros esperantistas. De Wahl era da cidade de Tallinn, na Estônia, que fazia parte do Império Russo, mas depois se tornou seu próprio país. Ele falava alemão, russo, estoniano e francês desde criança e tinha habilidade natural em idiomas. Ele é frequentemente chamado de Wahl.
De Wahl não estava feliz com o esperanto. Ele decidiu criar uma linguagem chamada "occidental". Publicou-o em 1922. Em 1949 o nome da língua foi mudado para interlingue.
Depois de um período em que a língua estava quase morta (entre 1950 e 1990), a Internet ajudou a interlingue a reviver.

## Como surgiu o Occidental (Interlingue)
Porque de Wahl anunciou a linguagem dele na revista Kosmoglott em 1922, é aqui que as atividades do interlingue podem ser vistas. No entanto, de Wahl começou a fazer a língua muito antes disso. Entre 1906 e 1921 começou a fazer experiências com sua própria língua, e ela mudou muito. Na época, ele a chamou de Auli, ou "língua auxiliar". O outro sobrenome para Auli é proto-ocidental. Quando de Wahl anunciou sua língua em 1922, estava quase, mas não completamente feita. Na verdade, ele queria esperar um pouco mais, mas houve uma grande notícia em 1921: a Liga das Nações estava analisando a ideia de uma língua internacional. De Wahl também enviou uma carta e obteve uma resposta positiva da Liga das Nações em setembro de 1921.
O interlingue começou a ter seguidores porque era fácil de ler e entender, apesar da completa falta de gramáticas e dicionários. Dois anos depois, em 1924, de Wahl escreveu que estava trocando cartas com 30 pessoas "em boa occidental", apesar da falta de material didático.
Kosmoglott também foi um fórum para várias outras linguagens planejadas, embora ainda escrita principalmente em ocidental. O nome foi mudado para Cosmoglotta em 1927, quando começou a promover oficialmente o ocidental em vez de outras línguas, e em janeiro do mesmo ano o escritório editorial e administrativo da revista foi transferido para Viena na região de Mauer, agora parte de Liesing. Grande parte do sucesso inicial do occidental nesse período veio da nova localização central do escritório, juntamente com os esforços de Engelbert Pigal, também da Áustria, cujo artigo Li Ovre de Edgar de Wahl (A obra de Edgar de Wahl) despertou o interesse em Ocidental de usuários do ido. No início de 1930, a língua era falada na Alemanha, Áustria, Suécia, Tchecoslováquia, Suíça e, mais recentemente, na França, onde começou a ser usada dois anos antes.

## Período de Viena e Segunda Guerra Mundial
Quando a revista Cosmoglotta estava sediada em Viena, os usuários da língua tinham dinheiro suficiente pela primeira vez e estavam em uma cidade com uma localização conveniente. Dois importantes apoiadores foram Hans Hörbiger, também de Viena, e G.A. Moore de Londres, de onde "Cosmoglotta conseguiu viver sem dificuldade e ganhou um círculo de leitores apesar da crise econômica". Mas Hörbiger e Moore morreram em 1931, então esse período não durou muito. Depois disso, a Cosmoglotta teve que encontrar dinheiro em outros lugares: assinaturas, livros, revistas e assim por diante.
O movimento crescente iniciou uma campanha mais forte e autoconfiante pela língua no início da década de 1930, aproveitando-se de sua maneira fácil de ser compreendida à primeira vista. Entraram em contato com organizações como empresas, embaixadas e gráficas usando letras completamente em ocidental que muitas vezes foram compreendidas e respondidas, foram produzidas nessa época também para introduzir a ideia de uma língua internacional e apoiar a ocidental como a resposta à "torre de Babel". Gravações de Occidental falado em discos de gramofone para distribuição também começaram a ser feitas neste período.
Os anos de 1935 a 1939 foram ainda mais ativos. Foi quando a Cosmoglotta começou a publicar uma segunda edição. Primeiro tinha o nome Cosmoglotta-Informationes, mas logo passou a se chamar Cosmoglotta B. Cosmoglotta B tinha mais discussões que interessavam aos usuários do Occidental como o desenvolvimento da linguagem, Occidental nas notícias e quanto dinheiro eles tinham.
Enquanto isso, os anos que antecederam a Segunda Guerra Mundial levaram a problemas para as línguas ocidentais e outras planejadas que foram tornadas ilegais na Alemanha, Áustria e Tchecoslováquia, forçadas a se separar, mantidas sob vigilância da Gestapo e tiveram seus materiais educacionais destruídos. A proibição de línguas auxiliares na Alemanha foi especialmente prejudicial, pois era onde vivia a maioria dos ocidentalistas na época. A incapacidade de aceitar o pagamento das assinaturas foi um golpe financeiro e uma dificuldade que continuou após a guerra, juntamente com a divisão da Alemanha em zonas de influência. Nenhuma comunicação aconteceu entre de Wahl em Tallinn e a União Ocidental na Suíça de 1939 a outubro de 1947, primeiro devido à própria guerra e depois por correspondência interceptada entre a Suíça e a União Soviética. Sem saber disso, de Wahl ficou confuso com a falta de resposta às suas cartas contínuas e até mesmo uma grande coleção de poesia traduzida para o ocidental que nunca foi entregue; a única carta dele recebida na Suíça foi uma que chegou em 1947 perguntando à União Ocidental "por que nunca respondeu a nenhuma carta de Tallinn". Enquanto isso, a casa de De Wahl e toda a sua biblioteca foram destruídas durante o bombardeio de Tallinn. O próprio De Wahl ficou preso por um tempo depois de se recusar a deixar a Estônia para a Alemanha e depois se escondeu em um hospital psiquiátrico onde viveu durante seus últimos anos.
O súbito início da guerra em 1939 interrompeu as publicações de ambas Cosmoglottas se estendendo até 1940, mas em 1941 a Cosmoglotta B começou a ser publicada novamente e continuou até 1950. Uma edição da Cosmoglotta A ou B foi publicada todos os meses entre janeiro de 1937 e setembro de 1939, e depois (após o primeiro choque da guerra) todos os meses de setembro de 1941 a junho de 1951. Durante o período de guerra, apenas os neutros da Suíça e da Suécia puderam trabalhar plenamente o idioma, realizando atividades de forma semi-oficial .
Durante a guerra, os ocidentalistas viram que o idioma era frequentemente permitido para ser enviado por telegrama dentro e fora da Suíça (especialmente para e da Suécia)[58] mesmo sem reconhecimento oficial, supondo que os censores eram capazes de entendê-lo[59] e podem pensavam que eles estavam escritos em espanhol ou romanche,[60] uma língua menor, mas oficial na Suíça, que na época não tinha uma ortografia padronizada. Isso permitiu que uma certa quantidade de comunicação ocorresse entre os ocidentalistas na Suíça e na Suécia. Os outros centros de atividade ocidental na Europa não continuaram, com os estoques de materiais de estudo em Viena e Tallinn sendo destruídos em bombardeios[61] e numerosos ocidentalistas enviados para campos de concentração na Alemanha e na Tchecoslováquia.[62][63] Os contatos foram restabelecidos logo após a guerra pelos que permaneceram, com cartas de países como França, Tchecoslováquia, Finlândia e Grã-Bretanha chegando à Cosmoglotta por usuários informando à redação que estavam prontos para iniciar novamente as atividades para o idioma. 65] A Cosmoglotta tinha assinantes em 58 cidades na Suíça[66] alguns meses antes do fim da Segunda Guerra Mundial na Europa, e a Cosmoglotta A começou a ser publicada novamente em 1946.[42]

## Configurando o padrão de idioma
Durante a guerra muitos ocidentalistas se dedicaram a padronizar a língua.51 De Wahl havia criado o Occidental com uma série de características imutáveis, mas acreditava que seguir as "leis da vida" lhe dava base suficiente para seguir uma "natureza evolutiva". 52 Sua flexibilidade "permitiria tempo e prática para cuidar das modificações necessárias".53 Como resultado, algumas palavras tinham mais de uma forma permitida, que não podiam ser resolvidas por decreto, deixando assim a decisão final para a comunidade, incluindo ambas as formas possíveis nos primeiros dicionários da língua.54 Um exemplo é o verbo scrir (escrever) e uma possível outra forma scripter, pois ambas criaram derivações internacionalmente reconhecíveis: escritura e scritor de scrir, ou scriptura e scriptor de scripter.55 De Wahl expressou preferência por scrir, achando o scripter bastante pesado, mas comentou que o último certamente era permitido e que o ocidental poderia ter uma evolução semelhante às línguas naturais em que ambas as formas se tornam descritivas. uso comum, com a forma mais longa tendo um caráter mais pesado e formal e a forma mais curta um tom mais leve e cotidiano (como story e history em inglês).55
A ortografia era outra área onde existiam várias possibilidades, nomeadamente ortografia etimológica (adtractiv, opression), ortografia histórica (attractiv, opressão) ou ortografia simplificada (attractiv, oppression).56 A primeira opção quase nunca foi usada, e a ortografia simplificada acabou se tornando o padrão em 1939.57 Grande parte da padronização da linguagem foi conseguida dessa maneira por meio da preferência da comunidade (por exemplo, tanto ac58 quanto anc foram propostos para a palavra "também", mas a comunidade rapidamente decidiu por anc), mas nem tudo era tão. Restando dúvidas sobre a forma oficial de algumas palavras e falta de material geral destinado ao público em geral,59 muito tempo foi dedicado durante a Segunda Guerra Mundial à padronização da linguagem e criação de cursos e, devido à continuação da guerra, em agosto de 1943 foi tomada a decisão de criar uma academia provisória para formalizar este processo.51
Esse processo havia começado pouco antes da guerra, e os ocidentais suíços, vendo-se isolados do resto do continente, optaram por se concentrar em materiais de instrução para tê-los prontos até o final da guerra.5960 Ao fazer isso, muitas vezes se viram confrontado com a decisão entre duas formas "teoricamente igualmente boas" que permaneceram em uso popular, mas cuja presença pode ser confusa para um novo aprendiz da língua.61 A academia sustentou que os esforços de padronização seriam baseados no uso real, afirmando que: